# 圣奥古斯坦德布瓦
圣奥古斯坦德布瓦（法語：Saint-Augustin-des-Bois，法語發音：[sɛ̃t‿oɡystɛ̃ de bwa] ⓘ）是法国曼恩-卢瓦尔省的一个市镇，位于该省西部，属于昂热区。

## 地名
缩合冠词“des”发音为[de]，在《法汉译音表》中对应“代”字，但其仅在“圣莫代福塞”（Saint-Maur-des-Fossés）等少数地名中译作“代”，《世界地名翻译大辞典》、《世界地名译名词典》和《法国地图册》等主流地名译名类书籍资料中多译作“德”。

## 地理
圣奥古斯坦德布瓦（47°27'34"N, 0°47'43"W）面积27.28 平方千米，位于法国卢瓦尔河地区大区曼恩-卢瓦尔省，该省份为法国西部内陆省份，大致对应安茹地区，北起顺时针与马耶讷省、萨尔特省、安德尔-卢瓦尔省、维埃纳省、德塞夫勒省、旺代省、大西洋卢瓦尔省和伊勒-维莱讷省接壤。
与圣奥古斯坦德布瓦接壤的市镇（或旧市镇、城区）包括：贝孔莱格拉尼特、卢瓦尔河畔尚托塞、卢瓦尔河畔圣乔治、圣日耳曼德普雷、圣马丹迪富尤、圣莱热德利尼耶尔、瓦勒代德尔欧桑斯。
圣奥古斯坦德布瓦的时区为UTC+01:00、UTC+02:00（夏令时）。

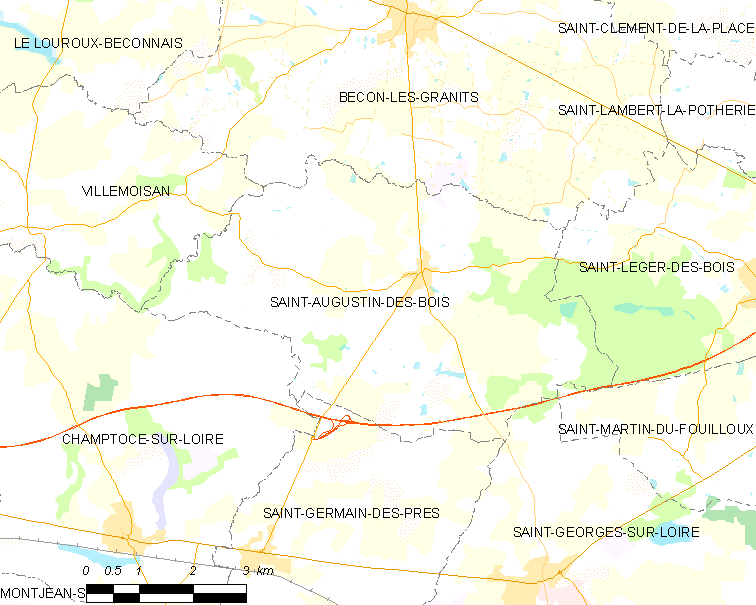
圣奥古斯坦德布瓦的OSM定位图

## 行政
圣奥古斯坦德布瓦的邮政编码为49170，INSEE市镇编码为49266。

## 政治
圣奥古斯坦德布瓦所属的省级选区为卢瓦尔河畔沙洛讷县。

## 人口

1962-2008年间圣奥古斯坦德布瓦人口变化图示

圣奥古斯坦德布瓦于2022年1月1日时的人口数量为1283人。